# مشاعر مناهضة
تعني المشاعر المناهضة (بالإنجليزية: Antipathy)‏ عدم الإعجاب بشيء ما أو شخص ما، وهي العكس التام للتعاطف [الإنجليزية]. وعلى الرغم من أن يمكن أن يكون للتجربة دور في إثارة المشاعر المناهضة، فإنه في بعض الأحيان تنشأ هذه المشاعر دون وجود تفسير منطقي يفسر سببها للأفراد المشاركين.
وبالتالي، كان أصل المشاعر المناهضة موضوعًا لتفسيرات فلسفية ونفسية مختلفة، التي يجد بعض الناس منها ما يقنعهم، في حين يعتبرها آخرون محض تكهنات. وقد وُجد استكشاف الجانب الفلسفي للمشاعر المناهضة في مقالة لجون لوك، فيلسوف العصر الحديث في القرن السابع عشر.

## المشاعر المناهضة الشخصية
غالبًا ما تُنسب المشاعر المناهضة بين الأشخاص بشكل غير منطقي إلى السلوكيات أو بعض الخصائص الجسدية، والتي يُنظر إليها على أنها علامات لسمات الشخصية (على سبيل المثال، العيون القريبة أو العميقة كعلامة على البطئ أو القسوة). وبالإضافة إلى ذلك، يحدث الشعور السلبي في بعض الأحيان بسرعة ودون تفسير، وبدون وعي، ممّا يشبه العملية التلقائية.
تشير نتائج تجارب تشيستر ألكسندر التطبيقية إلى أن خاصية مهمة للمشاعر المناهضة هي أنها "تضمحل خارج الوعي الانعكاسي". استند ألكسندر إلى هذا الاستنتاج على حقيقة أن العديد من المشاركين في الدراسة أكدوا أنهم لم يفكروا كثيرًا في مشاعرهم المناهضة، ولم يحاولوا تحليلها أو مناقشتها مع الآخرين.
التعاطف والمشاعر المناهضة يعدلان السلوك الاجتماعي. وعلى الرغم من أنه من المفترض بشكل عام أن المشاعر المناهضة تسبب الابتعاد، إلا أن بعض الدراسات التطبيقية تجمعت على أدلة تفيد بأن رد فعل المشاعر المناهضة للأشياء لم يتبعه أي محاولة لتجنب المواجهات المستقبلية.

### علم نفس الشخصية
في علم نفس الشخصية قد تكون المشاعر المناهضة مرتبطة بانخفاض الوفاق.

### المشاعر المناهضةالزائفة
لاحظت صوفي براينت حدوث المشاعر المناهضة الزائفة والتي تتمثل في "تفسير أفعال وتعابير شخص آخر بشكل عشوائي ولا مبالٍ وفقًا لأسوأ جوانب نفسه". وبعبارة أخرى، يميل الناس إلى تصوير عيوبهم الخاصة على الآخرين ويكرهونهم. يستند التضاد الزائف إلى المعرفة (الضمنية) بجوانب سلبية في شخصية الشخص ذاته. وتقارن براينت الشعور الناتج من ذلك بـ "شعور خاطئ معين بالتطهير".